# Spider-Byte
Spider-Byte es una superheroína ficticia que aparece en los cómics estadounidenses publicados por Marvel Comics
El personaje fue interpretado por Amandla Stenberg en la película de 2023 Spider-Man: Across the Spider-Verse.

## Historial de publicación
El personaje apareció por primera vez en Vault of Spiders #1 en octubre de 2018, y fue creada por la guionista Nilah Magruder y el dibujante Alberto Jiménez Alburquerque.

## Biografía ficticia
Margo Kess, conocida como Spider-Byte, es una superheroína de Tierra-22191, un universo donde todo el mundo forma parte de un universo digital interactivo conectado a Internet. En este, Margo lucha como la heroína Spider-Byte, haciendo frente a ciberdelincuentes y manteniendo una identidad secreta online.
Durante los eventos de Spider-Geddon, Margo fue una de los muchos héroes arácnidos reclutados para luchar contra Morlun y los Herederos, quiénes estaban persiguiendo a los Spider-Man del multiverso para usarlos como alimento. Finalmemte los Herederos fueron derrotados y recluidos en cuerpos clonados de bebés, y Margo volvió a su universo de origen.

## En otros medios
- Spider-Byte apareció en la película animada Spider-Man: Across the Spider-Verse, interpretada por Amandla Stenberg.